# Чофу
Чофу е град в префектура Токио, Япония. Населението му е 237 637 жители (по приблизителна оценка от октомври 2018 г.), а площта му e 21,53 km². Намира се в часова зона UTC+9. Получава статут на град през 1955 г. Градът разполага с железопътен транспорт, магистрална инфраструктура и летище.